# Kirsten Lehfeldt
Kirsten Eli Lehfeldt (født 19. december 1952 i Skanderborg) er en dansk skuespillerinde, særligt kendt for sit mangeårige samarbejde med Søs Egelind og sin Robert-belønnede hovedrollepræstation i filmen Flamberede hjerter.

## Baggrund
Kirsten Lehfeldt blev født i 1952 som datter af SSW's landssekretær Rolf Lehfeldt og overrevisor Inger Stiig Jensen.
Kirsten Lehfeldt fik studentereksamen fra Århus Katedralskole i 1973 og begyndte derefter på elevskolen ved Aarhus Teater, som hun forlod i 1976.
Fra 1975 og til hans død i 2022 var hun samboende med skuespillerkollegaen Stig Hoffmeyer og er mor til Mille Lehfeldt, der også har uddannet sig til skuespiller.

## Karriere
Efter sin skuespilleruddannelse optrådte hun på både Aalborg Teater og Nørrebros Teater, bl.a. i rollen som Edith Piaf. Hun har også været tilknyttet Betty Nansen Teatret, Privatteatret, Hippodromen og Bellevue Teatret.
Både på teatret og i tv huskes hun for sit samarbejde med Søs Egelind, hvor de bl.a. har parodieret en lang række mandetyper. Hun har desuden bl.a. medvirket i tv-serierne Landsbyen, Flemming og Berit, Gøngehøvdingen og Kaos i opgangen. Man har også kunnet se hende i tv-julekalendrene Nissebanden og Jul i den gamle trædemølle.
Filmene om Shrek har bragt familien Lehfeldt-Hoffmeyer sammen. I filmene har Kirsten Lehfeldt lagt stemme til Dronning Lillian, der er gift med Kong Harold, hvis stemme blev indtalt af Stig Hoffmeyer. Deres datter prinsesse Fiona har fået stemme af Mille Lehfeldt.
Kirsten Lehfeldt har modtaget flere priser, bl.a. Tagea Brandts Rejselegat i 1987 og Henkel-Prisen i 1988.

## Udvalgt fimografi

### Film
| År   | Titel                        | Rolle                                   | Noter       |
| ---- | ---------------------------- | --------------------------------------- | ----------- |
| 1986 | Barndommens gade             |                                         |             |
| 1986 | Flamberede hjerter           | sygeplejersken Henriette kaldet ”Henry” | hovedrollen |
| 1988 | Mord i Paradis               |                                         |             |
| 1990 | Sirup                        |                                         |             |
| 1991 | Høfeber                      |                                         |             |
| 2003 | Møgunger                     |                                         |             |
| 2004 | Tid til forandring           |                                         |             |
| 2005 | Solkongen                    |                                         |             |
| 2009 | Camping                      |                                         |             |
| 2009 | Storm                        |                                         |             |
| 2013 | Tarok                        |                                         |             |
| 2014 | Klassefesten 2 - Begravelsen |                                         |             |
| 2015 | Mænd og Høns                 |                                         |             |
| 2015 | En chance til                |                                         |             |

### Serier
| År      | Titel                      | Rolle          | Noter        |
| ------- | -------------------------- | -------------- | ------------ |
| 1984    | Nissebanden                | Skovnissen Pil | julekalender |
| 1990    | Jul i den gamle trædemølle | diverse roller | julekalender |
| 1991-96 | Landsbyen                  | Mille          |              |
| 1992    | Gøngehøvdingen             | Kulsoen        |              |
| 1994    | Flemming og Berit          | diverse roller |              |
| 1997    | Kaos i opgangen            |                |              |
| 2014-15 | Arvingerne                 |                |              |
| 2019-   | Minkavlerne                | Gerda          |              |

### Satire
- Søs & Kirsten
- Kongeriget
- Selfistan

### Reklamer
- TDC (bureau: Wibroe, Duckert & Partners): Som mandlig naturist, sammen med Peter Frödin
- Tuborg (bureau: Wibroe, Duckert & Partners): "Det ' en om'er!" Som kritisk chef, sammen med Peter Frödin
- Fiskebranchen (bureau: Nørgård Mikkelsen): "Det ' ik' så ringe endda!" Som Minna, sammen med Gunnar, spillet af Niels Olsen

## Hædersbevisninger og priser
- 1987: Robertpris for årets kvindelige hovedrolle i filmen Flamberede hjerter
- 1987: Tagea Brandts Rejselegat
- 1988: Henkel-Prisen